# Sohrab Tahiri
 (mai 2024).
Sohrab Tahiri (en azéri : Söhrab Əbülfəz oğlu Tahiri ; né le 27 mai 1926 à Astara en Iran et décédée le 4 mai 2016 à Bakou en Azerbaïdjan) est un poète soviétique et azerbaïdjanais, poète du peuple d'Azerbaïdjan (1998).

## Biographie
En 1939-1943, Sohrab Abulfaz oghlu Tahiri  étudie dans les écoles "Saadat" et "Shahpur" jusqu'à la 9e année et, en raison de la situation difficile de sa famille, il travaille avec son père comme tourneur, soudeur et ingénieur dans la "Compagnie pétrolière irano-britannique"
De 1946 à 1950, Sohrab Tahiri est cadet à l'école militaire de Bakou. En 1957, il est diplômé de la Faculté de philologie de l'Université d'État d'Azerbaïdjan, en 1961 il termine les cours littéraires supérieurs nommés d'après Maxime Gorki à Moscou.

## Parcours professionnel
- Depuis 1958, Sohrab Tahiri est Membre de l'Union des écrivains de la RSS d'Azerbaïdjan
- 1962-1966 premier secrétaire de la section de Bakou de l'Union des écrivains d'Azerbaïdjan.
- Depuis 1961, il  travaillé comme secrétaire exécutif de la revue Azerbaïdjan, chef des départements artistiques du journal Azerbaïdjan et de la revue Azerbaïdjan, rédacteur en chef adjoint de la revue littéraire et historique Seher,
- depuis 1984 - rédacteur en chef du magazine "Azerbaïdjan",
- 1986-1991 - Président du Conseil poétique de l'Union des écrivains de la RSS d'Azerbaïdjan.
- 1993-2003 Était employé de l'Institut des relations nationales de l'Académie des sciences d'Azerbaïdjan,
- 2003 - Institut d'études orientales de l'Académie nationale des sciences d'Azerbaïdjan.
- Retraité présidentiel depuis 2002[3].

En 2006, sur ordre du Président de la République d'Azerbaïdjan, S. Tahiri  reçoit l'Ordre de la Gloire. En 2010, par décision de l'Union des écrivains et traducteurs, agissant sous l'égide de l'Union des écrivains de Russie et de son organisation municipale de Moscou, il obtient l'Ordre international de Vladimir Maïakovski.

## Prix et titres
- Travailleur émérite de la culture de la RSS d'Azerbaïdjan (1984)
- Poète du peuple d'Azerbaïdjan (1998)
- Ordre de la Gloire « Chokhrat » (2006).